# Молярна теплота випаровування
Моля́рна теплотá випарóвування (пароутворення) — це фізична скалярна величина L, що чисельно дорівнює кількості теплоти, яку необхідно надати 1 молю рідини для перетворення її в пару за температури її кипіння. Одиниці вимірювання в SI — джоуль на моль ([q] = Дж/моль).
Молярну теплоту пароутворення можна визначити не тільки при температурі кипіння, а й під час пароутворення за будь-якої температури. У цьому разі молярна теплота пароутворення буде залежною від температури ([q] = Дж/(К×моль))

## Фізична природа
При випаровуванні чи конденсації змінюється агрегатний стан речовини, тобто випаровування і конденсація є фазовими переходами. Цей фазовий перехід є фазовим переходом першого роду, тобто таким, при якому значення термодинамічних потенціалів змінюються стрибком. Зазвичай процес випаровування проходить за сталого тиску й температури. Термодинамічним потенціалом, який використовується за таких умов є ентальпія. Теплота, передана рідині йде на те, щоб подолати притягання між молекулами (тобто сил міжмолекулярної взаємодії), яке діє в рідкому стані.  Молярна теплота випаровування дорівнює різниці ентальпій 1 моля речовини в газоподібному й рідкому станах. 
{\displaystyle q=W_{gas}-W_{liq}}